# Raphaël Dabiré Kusiélé
Dèr Raphaël Kusiélé Dabiré (Dissin, 27 aprile 1948) è un vescovo cattolico burkinabè, dal 3 aprile 2006 vescovo di Diébougou.

## Biografia
È nato nel 1948 nel dipartimento del Dissin, nell'allora Alto Volta francese.
Il 12 luglio 1975 è stato ordinato sacerdote per la diocesi di Diébougou dal vescovo Jean-Baptiste Kpiéle Somé.
Il 3 aprile 2006 papa Benedetto XVI, in seguito alla rinuncia di Somé, lo ha nominato vescovo di Diébougou. Ha ricevuto la consacrazione episcopale il 24 giugno successivo sul sagrato della cattedrale dei santi Pietro e Paolo dalle mani di Jean-Baptiste Somé, suo predecessore alla cattedra vescovile, co-consacranti l'arcivescovo Anselme Titianma Sanon, arcivescovo metropolita di Bobo-Dioulasso, e il vescovo Paul Yemboaro Ouédraogo, vescovo di Fada N'Gourma. Durante la stessa celebrazione ha preso possesso della diocesi.
Nel marzo 2010 e nel maggio 2018 ha compiuto la visita ad limina.

## Genealogia episcopale
La genealogia episcopale è:
- Cardinale Guillaume d'Estouteville, O.S.B.Clun.
- Papa Sisto IV
- Papa Giulio II
- Cardinale Raffaele Riario
- Papa Leone X
- Papa Clemente VII
- Cardinale Antonio Sanseverino
- Cardinale Giovanni Michele Saraceni
- Papa Pio V
- Cardinale Innico d'Avalos d'Aragona, O.S.Iacobi
- Cardinale Scipione Gonzaga
- Patriarca Fabio Biondi
- Papa Urbano VIII
- Cardinale Cosimo de Torres
- Cardinale Francesco Maria Brancaccio
- Vescovo Miguel Juan Balaguer Camarasa, O.S.Io.Hier.
- Papa Alessandro VII
- Cardinale Neri Corsini
- Vescovo Francesco Ravizza
- Cardinale Veríssimo de Lencastre
- Arcivescovo João de Sousa
- Vescovo Álvaro de Abranches e Noronha
- Cardinale Nuno da Cunha e Ataíde
- Cardinale Tomás de Almeida
- Cardinale João Cosme da Cunha, C.R.S.A.
- Arcivescovo Francisco da Assunção e Brito, O.E.S.A.
- Vescovo Alexandre de Gouveia, T.O.R.
- Vescovo Caetano Pires Pereira, C.M.
- Vescovo Gioacchino Salvetti, O.F.M.
- Vescovo Giuseppe Maria Rizzolati, O.F.M.Ref.
- Arcivescovo Théodore-Augustin Forcade, M.E.P.
- Cardinale Jean-Pierre Boyer
- Vescovo Félix-Auguste Béguinot
- Arcivescovo Jean-Augustin Germain
- Cardinale Pierre-Paulin Andrieu
- Arcivescovo Dominique Castellan
- Vescovo Joanny Thévenoud, M.Afr.
- Vescovo André-Joseph-Prosper Dupont, M.Afr.
- Vescovo Jean-Baptiste Kpiéle Somé
- Vescovo Dèr Raphaël Kusiélé Dabiré